# Jean-Baptiste-Eugène-César Reverdy
Jean-Baptiste-Eugène-César Reverdy ou Eugène Reverdy, né le 11 juillet 1822 à Paris et mort à Ornans le 24 mars 1881, est un peintre français.

## Biographie
Jean-Baptiste-Eugène-César Reverdy est le fils de Pierre Césaire Reverdy, cordonnier, et de Marie Edmé Minard.
Après avoir concouru pour le prix de Rome en 1844 et exposé au Salon, il devient restaurateur de tableau.
En 1868, il épouse à Paris Jeanne Thérèse Zoé Courbet sœur du peintre Gustave Courbet.
Il meurt à Ornans à l'âge de 69 ans.